# Solo Mobile / Eckored tour
Le Solo Mobile / Eckored tour était un tour organisé en août 2005 mettant en vedette Keshia Chanté, Amanda Stott, Christine Evans et Cassie Steele.  Tel que le nom le suggère, les commanditaires principaux étaient Solo Mobile, une marque de Bell Mobilité, et Eckored, une marque de Eckō Unlimited.  La Student Price Card était également un grand commanditaire. 

## Dates de la tournée
| Date         | Ville       | Province             | Salle            |
| ------------ | ----------- | -------------------- | ---------------- |
| 11 août 2005 | Vernon      | Colombie-Britannique | Vernon Multiplex |
| 12 août 2005 | Vancouver   | Colombie-Britannique | Vogue Theatre    |
| 14 août 2005 | Edmonton    | Alberta              | Red's            |
| 15 août 2005 | Calgary     | Alberta              | MacEwan Hall     |
| 17 août 2005 | Winnipeg    | Manitoba             | Cowboys          |
| 18 août 2005 | Thunder Bay | Ontario              | Warp 9           |
| 22 août 2005 | Belleville  | Ontario              | Empire Theatres  |
| 25 août 2005 | Ottawa      | Ontario              | Ottawa SuperEX   |
| 27 août 2005 | Montréal    | Québec               | Le Spectrum      |
| 28 août 2005 | Sudbury     | Ontario              | Summerfest       |

## Sources
1. ↑  Christine-Evans.com